# Ceraclea trilobulata
Ceraclea trilobulata là một loài Trichoptera trong họ Leptoceridae. Chúng phân bố ở miền Cổ bắc.